# Équipe du Kosovo des moins de 17 ans de football
Maillots
L’équipe du Kosovo de football des moins de 17 ans est une équipe non reconnue internationalement représentant le Kosovo. Elle est contrôlée par la Fédération du Kosovo de football. 
Cette sélection est membre de la FIFA et de l'UEFA depuis mai 2016.